# Melvyn Gale
Melvyn Gale (Londra, 15 gennaio 1952) è un violoncellista e tastierista britannico celebre soprattutto per la sua militanza nella Electric Light Orchestra durante gli anni settanta.

## Biografia

### Gli inizi
Nato a Londra, Gale ha frequentato la Royal Academy of Music e la Guildhall School of Music and Drama. Ha suonato il suo primo concerto professionale con la London Palladium Orchestra nel 1970. Ha anche suonato con le compagnie Bolshoi e Rambert Ballet, la London Youth Symphony Orchestra e ha preso parte a vari spettacoli del West End.

### La Electric Light Orchestra
È entrato come violoncellista nell'Electric Light Orchestra nel 1975, in sostituzione di Mike Edwards. È anche un abile pianista, si esibisce al pianoforte in "Wild West Hero" e occasionalmente dal vivo in "Roll Over Beethoven".

### Gli anni seguenti
Nel 1979, con il suo amico musicista Frank Wilson, pubblicò il suo primo album solista, che si intitolò I Wanna Stay. L'album è stato registrato ai Ramport Studios ed è stato pubblicato su Jet Records.

## Discografia

### Con la Electric Light Orchestra
- 1975 – Face the Music
- 1976 – A New World Record
- 1977 – Out of the Blue
- 1979 – Discovery

### Solista
- 1979 – I Wanna Stay
- 1980 – Gift Wrapped